# (31731) Johnwiley
1999 JX70 (asteroide 31731) é um asteroide da cintura principal. Possui uma excentricidade de 0.08251740 e uma inclinação de 7.24802º.
Este asteroide foi descoberto no dia 12 de maio de 1999 por LINEAR em Socorro.